# كريستوفر فيشر
كريستوفر فيشر (بالألمانية: Christopher Fischer)‏ هو لاعب هوكي الجليد ألماني، ولد في 24 يناير 1988 في هايدلبرغ في ألمانيا.

## وصلات خارجية
- كريستوفر فيشر على موقع EliteProspects.com (الإنجليزية)
- كريستوفر فيشر على موقع Eurohockey.com (الإنجليزية)
- كريستوفر فيشر على موقع HockeyDB.com (الإنجليزية)